# Argentina en los Juegos Mundiales de Breslavia 2017
Argentina fue uno de los 102 países que participaron en los Juegos Mundiales de 2017 celebrados en Breslavia, Polonia.
La delegación de Argentina estuvo compuesta de 43 atletas, 27 hombres y 14 mujeres que compitieron en 8 deportes. La delegación argentina pudo estar compuesta por un mayor número de deportistas, sin embargo, el equipo no recibió apoyo oficial de la Secretaría de Deportes de la Nación y sólo aquellos atletas que consiguieron fondos para costear sus propios viajes asistieron. Entre quienes clasificaron, pero no pudieron asistir estuvieron los gimnastas Lucas Adorno y Mara Colombo.
Argentina ganó un total de seis medallas, tres de oro, una de plata y dos de bronce, con lo cual ocuparon la posición 23 del medallero general.
Con sus tres medallas de oro, Argentina rompió su récord de medallas que databa de 2009 en Kaohsiung 2009 y logró la mejor participación de su historia.
| Oro | Plata | Bronce |
| --- | ----- | ------ |
| 3   | 1     | 2      |

## Delegación

### Balonmano playa
| Categoría        | Femenil |
| ---------------- | --- |
| Plantel          | Daniela Aguzzi Florencia Ibarra Florencia Bericio Rocío Barros Carolina Rossi Rayen Cárdenas Luciana Scordamaglia Agustina Mirotta Celeste Meccia Ivana Eliges |
| Fase de grupos   | # 1:2 (11:15, 13:9, 4:5) # 0:2 (18:20, 15:19) # 2:0 (16:15, 16:6)                                                                                              |
| Cuartos de final | # 2:1 (16:13, 12:18, 8:4) |
| Semifinal        | # 1:2 (9:12, 9:8, 7:6) |
| Final            | # 0:2 (10:22, 12:15) |
| Posición         | Medalla de plata |

### Bochas
| Atleta                               | Disciplina                  | Preliminar              | Preliminar       | Preliminar                     | Preliminar       | Semifinal                          | Semifinal        | Final/Bronce                      | Final/Bronce     | Posición         |
| Atleta                               | Disciplina                  | Rival                   | Resultado        | Rival                          | Resultado        | Rival                              | Resultado        | Rival                             | Resultado        | Posición         |
| ------------------------------------ | --------------------------- | ----------------------- | ---------------- | ------------------------------ | ---------------- | ---------------------------------- | ---------------- | --------------------------------- | ---------------- | ---------------- |
| Femenil                              |                             |                         |                  |                                |                  |                                    |                  |                                   |                  |                  |
| María Victoria Maiz                  | Raffa individual            | Prueba cancelada        | Prueba cancelada | Prueba cancelada               | Prueba cancelada | Prueba cancelada                   | Prueba cancelada | Prueba cancelada                  | Prueba cancelada | Prueba cancelada |
| Romina Bolatti y María Victoria Maiz | Raffa Doble                 | # Wefei Cen y Wei Zhang | 12:8             | # Susanna Longoni y Laura Riso | 12:10            | # Marina Braconi y Elisa Luccarini | 12:6             | # Ana Martins y Noeli Dalla Corte | 12:8             | Medalla de oro   |
| Atleta                               | Categoría                   | Clasificación           | Clasificación    | Final                          | Final            | Posición                           | Posición         | Posición                          | Posición         | Posición         |
| Atleta                               | Categoría                   | Puntos                  | Posición         | Puntos                         | Posición         | Posición                           | Posición         | Posición                          | Posición         | Posición         |
| Varonil                              |                             |                         |                  |                                |                  |                                    |                  |                                   |                  |                  |
| Nicolás Pretto                       | Pelota Leonesa de Precisión | 38                      | 2                | 20                             | 1                | Medalla de oro                     | Medalla de oro   | Medalla de oro                    | Medalla de oro   | Medalla de oro   |

### Esquí acuático
| Varonil        |                        |       |    |       |   |       |   |           |           |           |
| Alejo de Palma | Wakeboard estilo libre | 39.22 | 10 | 42.78 | 2 | 42.48 | 9 | Eliminado | Eliminado | Eliminado |

### Fistball
La selección de Fistball de Argentina viajó con sólo ocho jugadores en su plantel, aunque estos pueden componerse de hasta 10 deportistas, esto debido a que la Federación de aquel país no consiguió suficientes recursos para costear los pasajes a Polonia. La Federación aportó 350 dólares por persona para el viaje, y cada jugador debió conseguir $1,700 más para completar el pasaje.
| Equipo           | Selección Nacional de Fistball de Argentina |
| ---------------- | --- |
| Plantel          | Carlos Cagnone José Herrera Tuya Tomás Cravero Tomás Krause Gastón Vilar Martín Galán Tomás Mascali Lucio Rivolta                                                            |
| Entrenador       | Aurelio Pablo Galán y Ernesto Pablo Lorte |
| Fase de grupos   | # Alemania 0:3 (1:11, 6:11, 8:11) # Brasil 1:3 (7:11, 11:7, 8:11, 5:11) # Suiza 0:3 (5:11, 8:11, 2:11) # Austria 0:3 (3:11, 4:11, 9:11) # Chile 3:1 (11:4, 11:8, 6:11, 11:9) |
| Cuartos de final | Eliminados |
| Semifinal        | Eliminados |
| Quinto puesto    | Chile 0:3 (5:11, 9:11, 7:11) |
| Posición         | 6 |

### Hockey en línea
Esta fue la primera vez que Argentina jugó un torneo de Hockey en Línea de unos Juegos Mundiales.
| Categoría      | Varonil |
| -------------- | --- |
| Plantel        | Cristian Ariel Guzmán Facundo Jorge Vadra José Galbán Francisco Galbán Agustín Marengo Sebastián Marngo Manuel Martín Sitito Federico Matías Fernández Sebastián Echevarría Sebastián Bustos Rodrigo Irisarri Ignacio Portabella Fazio Joaquín De Giacomi Hernán Insua Shanly |
| Fase de grupos | # Italia 0:2 # Francia 1:6 # Suiza 0:6 |
| Semifinal      | Eliminados |
| Séptimo puesto | # Polonia 5:1 |
| Posición       | 7 |

### Karate
| Atleta         | Categoría     | Combate 1          | Combate 1 | Combate 2     | Combate 2 | Combate 3 | Combate 3 | Semifinal | Semifinal | Final     | Final     | Posición  |
| Atleta         | Categoría     | Oponente           | Resultado | Oponente      | Resultado | Oponente  | Resultado | Oponente  | Resultado | Oponente  | Resultado | Posición  |
| -------------- | ------------- | ------------------ | --------- | ------------- | --------- | --------- | --------- | --------- | --------- | --------- | --------- | --------- |
| Femenino       |               |                    |           |               |           |           |           |           |           |           |           |           |
| Giuliana Novak | Kumite 55 kg. | # Valeria Kumizaki | 0:1       | # Sara Cardin | 0:4       | eliminada | eliminada | eliminada | eliminada | eliminada | eliminada | eliminada |

### Patinaje artístico
| Atleta                 | Disciplina | Programa corto | Programa largo | Posición          |
| ---------------------- | ---------- | -------------- | -------------- | ----------------- |
| Femenil                |            |                |                |                   |
| Elizabeth Soler        | Libre      | 81.000         | 320.400        | 4                 |
| Varonil                |            |                |                |                   |
| Juan Francisco Sánchez | Libre      | 83.100         | 334.800        | Medalla de bronce |

### Patinaje sobre ruedas

#### Pista
| Atleta                      | Categoría                 | Clasificación | Clasificación | Cuartos de final | Cuartos de final | Semifinal    | Semifinal | Final          | Final          | Posición       |
| Atleta                      | Categoría                 | Tiempo        | Posición      | Tiempo           | Posición         | Tiempo       | Posición  | Tiempo/Puntos  | Posición       | Posición       |
| --------------------------- | ------------------------- | ------------- | ------------- | ---------------- | ---------------- | ------------ | --------- | -------------- | -------------- | -------------- |
| Femenil                     |                           |               |               |                  |                  |              |           |                |                |                |
| Rocío Berbel Alt            | 300 m Contrarreloj        | 27,246 s      | 11            | –                | –                | –            | –         | 26,998 s       | 6              | 6              |
| Rocio Berbel Alt            | 500 m Sprint              | –             | –             | 44,962 s         | 1                | 45,480 s     | 3         | eliminada      | eliminada      | eliminada      |
| Rocio Berbel Alt            | 1000 m Sprint             | –             | –             | 1:29,529 min     | 6                | 1:29,957 min | 7         | 1:32,241 s     | 5              | 5              |
| Varonil                     |                           |               |               |                  |                  |              |           |                |                |                |
| Ezequiel Eduardo Cappellano | 300 m Contrarreloj        | 25,835 s      | 11            | –                | –                | –            | –         | 25,788 s       | 11             | 11             |
| Ezequiel Eduardo Cappellano | 500 m Sprint              | –             | –             | 43,042 s         | 4                | eliminado    | eliminado | eliminado      | eliminado      | eliminado      |
| Ezequiel Eduardo Cappellano | 1000 m Sprint             | –             | –             | 1:24,153 min     | 15               | 1:24,762 min | 16        | eliminado      | eliminado      | eliminado      |
| Ken Kuwada                  | 1000 m Sprint             | –             | –             | 1:23,205 min     | 7                | 1:23,088 min | 13        | eliminado      | eliminado      | eliminado      |
| Ken Kuwada                  | Carrera de puntos 10000 m | –             | –             | –                | –                | –            | –         | 13 Puntos      | 1              | Medalla de oro |
| Ken Kuwada                  | Eliminación 15000 m       | –             | –             | –                | –                | –            | –         | No se presentó | No se presentó | No se presentó |

#### Calle
| Atleta                      | Categoría                 | Clasificación | Clasificación | Cuartos de final | Cuartos de final | Semifinal | Semifinal | Final          | Final          | Posición          |
| Atleta                      | Categoría                 | Tiempo        | Posición      | Tiempo           | Posición         | Tiempo    | Posición  | Tiempo/Puntos  | Posición       | Posición          |
| --------------------------- | ------------------------- | ------------- | ------------- | ---------------- | ---------------- | --------- | --------- | -------------- | -------------- | ----------------- |
| Femenil                     |                           |               |               |                  |                  |           |           |                |                |                   |
| Rocío Berbel Alt            | 200 m Contrarreloj        | 19,682 s      | 9             | –                | –                | –         | –         | 19,225 s       | 5              | 5                 |
| Victoria Rodríguez López    | 200 m Contrarreloj        | 19,724 s      | 10            | –                | –                | –         | –         | 19,422 s       | 9              | 9                 |
| Victoria Rodríguez          | 500 m Sprint              | 53,984 s      | 3             | eliminada        | eliminada        | eliminada | eliminada | eliminada      | eliminada      | eliminada         |
| Rocio Berbel Alt            | 500 m Sprint              | 53,404 s      | 1             | 47,522 s         | 1                | 46,842 s  | 1         | 46,742 s       | 3              | Medalla de bronce |
| Rocio Berbel Alt            | Carrera de puntos 10000 m | –             | –             | –                | –                | –         | –         | 3 Puntos       | 6              | 6                 |
| Varonil                     |                           |               |               |                  |                  |           |           |                |                |                   |
| Ezequiel Eduardo Cappellano | 200 m Contrarreloj        | 18,528 s      | 18            | –                | –                | –         | –         | eliminado      | eliminado      | eliminado         |
| Ezequiel Eduardo Cappellano | 500 m Sprint              | 47,063 s      | 2             | 45,308 s         | 4                | eliminado | eliminado | eliminado      | eliminado      | eliminado         |
| Ezequiel Eduardo Cappellano | Carrera de puntos 10000 m | –             | –             | –                | –                | –         | –         | No se presentó | No se presentó | No se presentó    |
| Ken Kuwada                  | Carrera de puntos 10000 m | –             | –             | –                | –                | –         | –         | 3 Puntos       | 8              | 8                 |
| Ken Kuwada                  | Eliminación 20000 m       | –             | –             | –                | –                | –         | –         | eliminado      | eliminado      | eliminado         |